# Velkorojický rybník
Velkorojický rybník je svou rozlohou 61 ha druhý největší v okrese Strakonice. Leží na Brložském potoce těsně u Rojic a po jeho hrázi prochází silnice II/173. Byl založen ve druhé polovině 16. století rodem Šternberků a slouží k chovu ryb. Jeho maximální hloubka je asi 4 m. V roce 2006 zde byl zaznamenán výskyt kriticky ohroženého orla mořského.

## Galerie

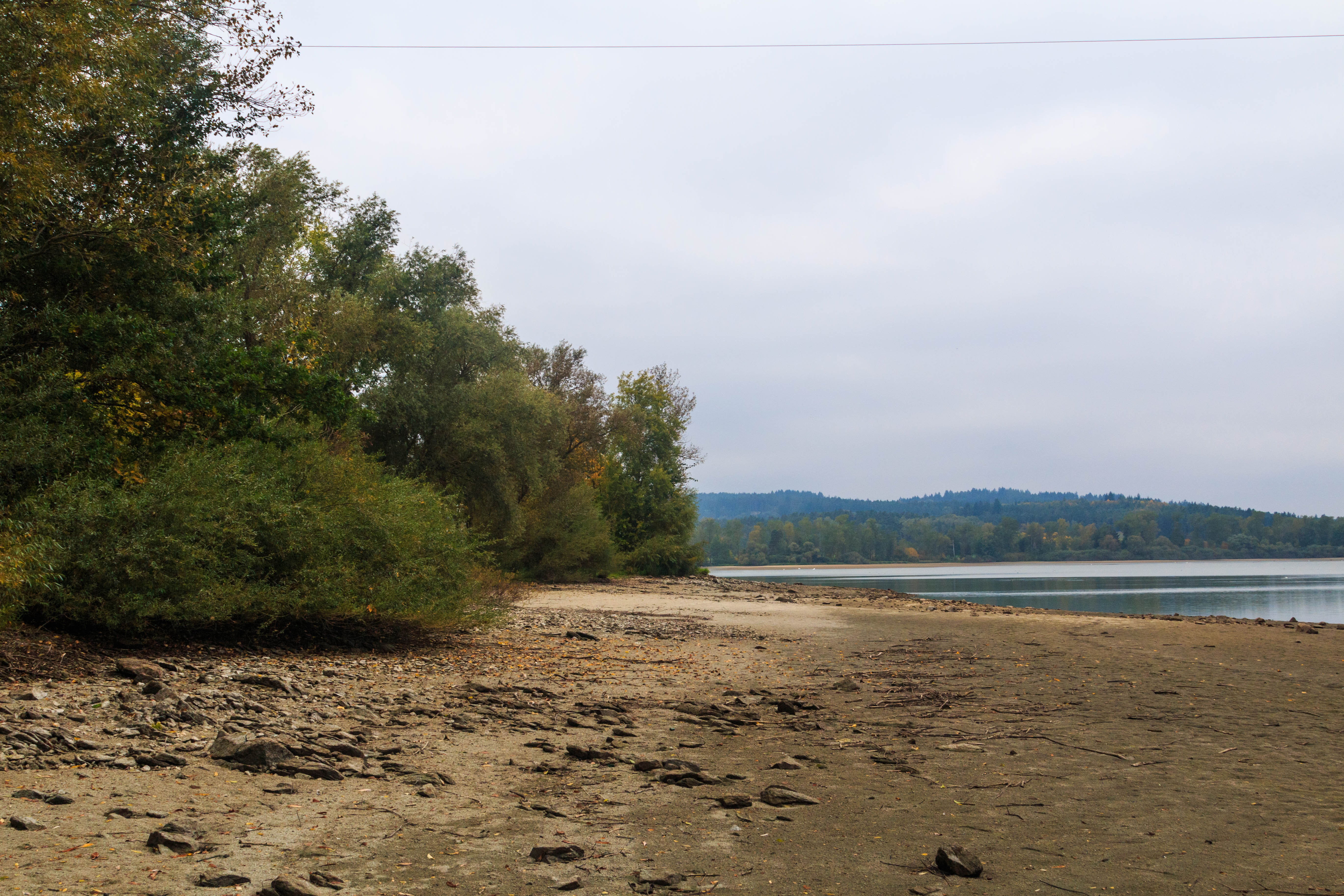
Velkorojický rybník
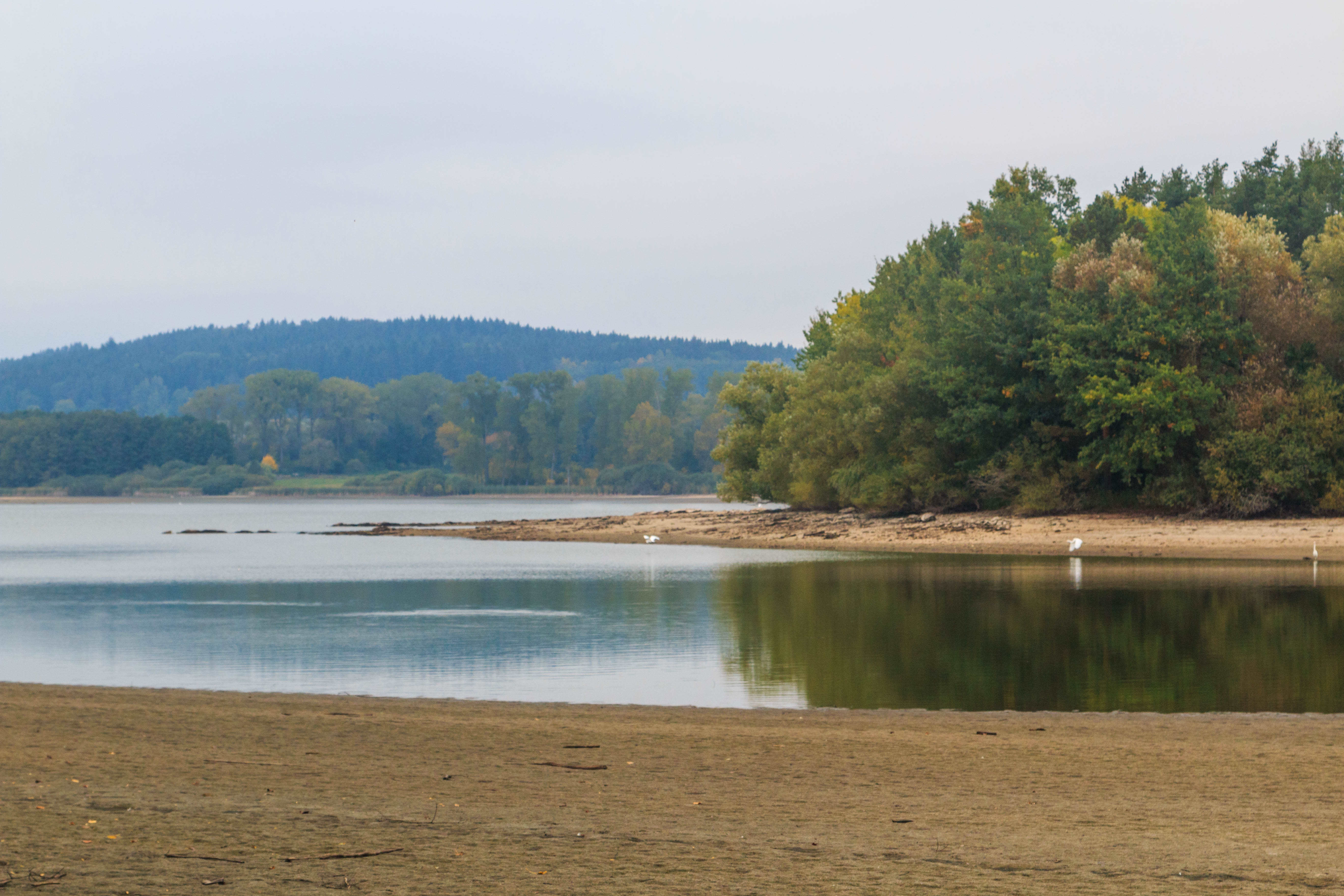
Velkorojický rybník
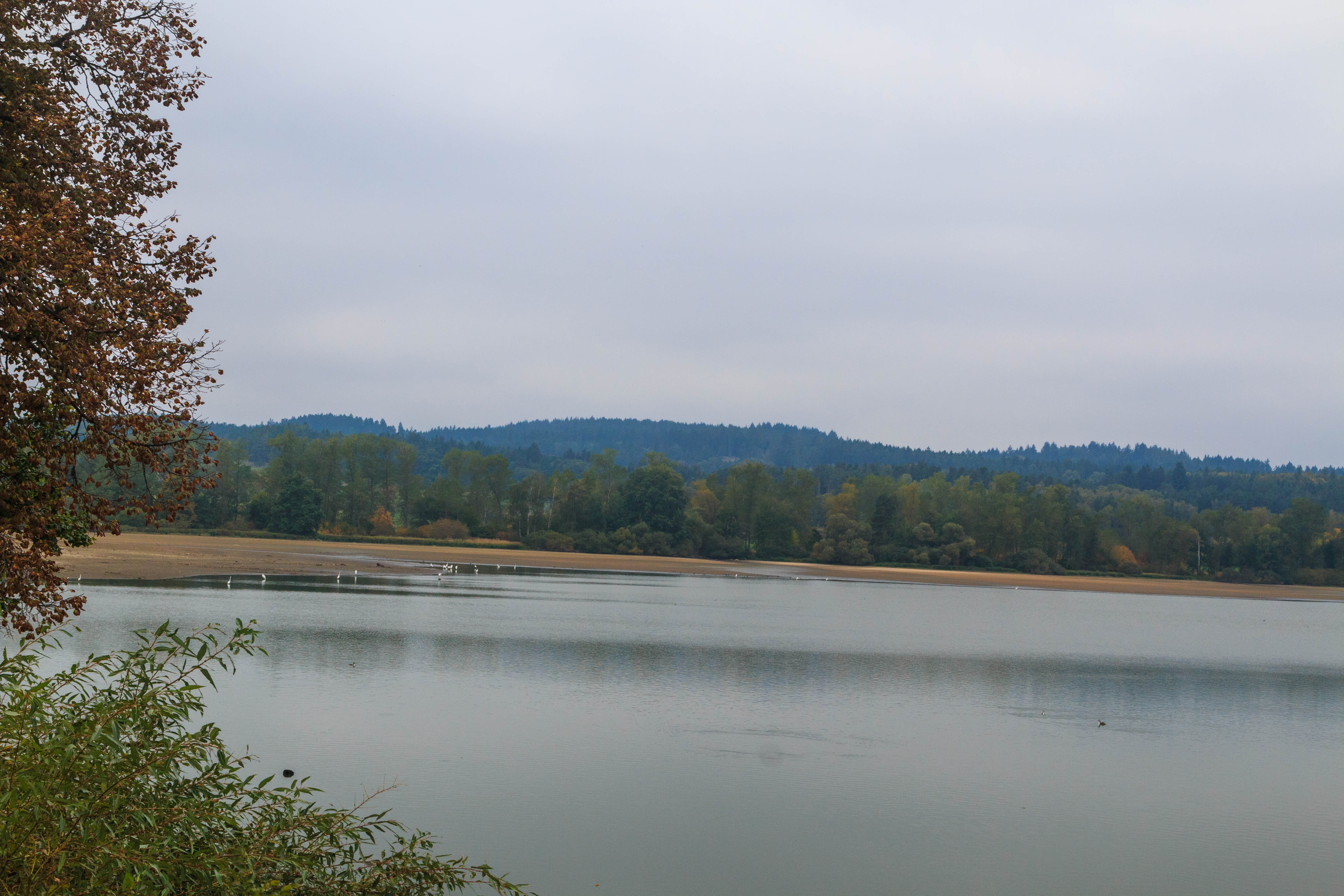
Velkorojický rybník
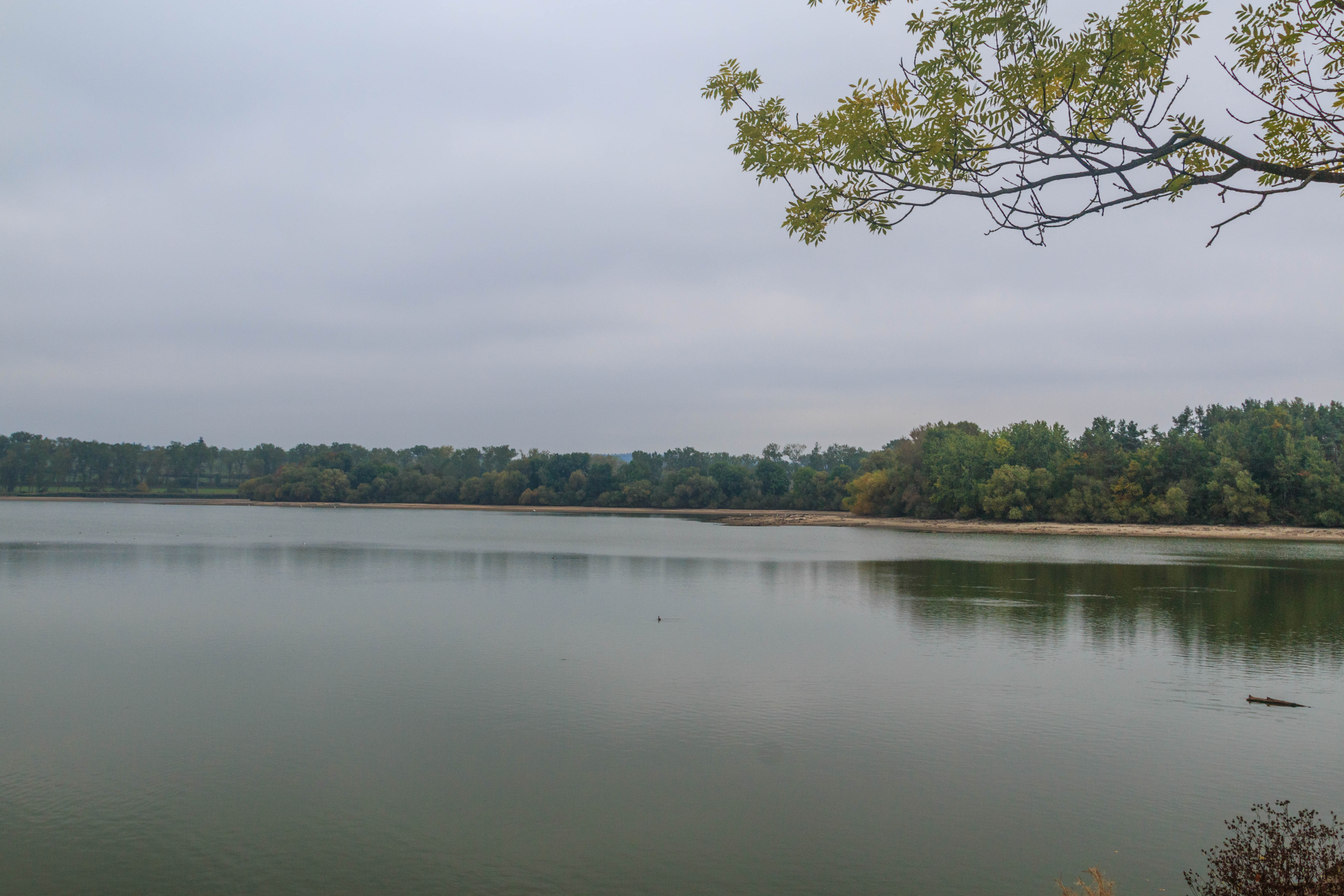
Velkorojický rybník